# 카스텔디산그로
카스텔디산그로(이탈리아어: Castel di Sangro)는 이탈리아 아브루초주 라퀼라도에 있는 코무네이다.

## 지리
카스텔디산그로는 아펜니노산맥의 계곡에 있는 산그로 강 인근에 있다.

## 역사
카스텔디산그로는 로마시대때 삼니움족들의 도시였던 아우피데나(Aufidena)라는 이름으로 알려졌다. 카이사르 가문의 마지막 뿌리가 있었던 곳이다 (Catulus Caesar).

## 문화

### 스포츠
1990년대에 인기가 있었던 이 지역의 축구 클럽 칸스텔디산그로 칼초의 연고지다. 최고 성적은 세리에 B까지 진출한 것이며 현재는 세리에 B에서 5단계의 리그가 낮은 아브루초 주의 프로모치오네에 참가하고 있다.